# Harry és Sally
A Harry és Sally (eredeti cím: When Harry Met Sally...) amerikai romantikus filmvígjáték, melyet Rob Reiner rendezett.
A forgatókönyvet Nora Ephron írta, a zenéjét Marc Shaiman és Harry Connick Jr. szerezte, a producer Andrew Scheinman, a főszerepben Billy Crystal és Meg Ryan látható. A Castle Rock Entertainment és a Nelson Entertainment készítette, a Columbia Pictures forgalmazta.
Az Amerikai Egyesült Államokban 1989. július 24-én, Magyarországon 1991. május 3-án mutatták be a mozikban.
Harry és Sally az évek során sokszor találkoznak, miközben egyikük házas (majd elvált), a másik pedig boldog egy független kapcsolatban. A helyzetük azonban folyamatosan változik a történet során. Eleinte utálják egymást, majd úgy döntenek, hogy akár barátok is lehetnek, mivel úgy ismerkedtek meg, hogy közösen New Yorkba tartanak, ahol senki mást nem ismernek.

## Cselekmény
Harry Burns (Billy Crystal) és Sally Albright (Meg Ryan) két egyetemista, akik véletlenül találkoznak, amikor a lány felajánlja, hogy elviszi Harryt Chicagóból New Yorkba az autójával. Az utazás során a különböző nemű emberek közötti barátságról beszélgetnek, és véleményük teljesen eltér egymástól: míg Harry meg van győződve arról, hogy egy férfi és egy nő közötti barátság lehetetlen, Sally ennek ellenkezőjét hiszi. Ennek ellenére Sally közli vele, hogy gondolkodásmódjuk miatt nem lehetnek barátok, és hogy ez kár, hiszen ő lenne az első barátja New Yorkban. Évek telnek el, és kapcsolatuk folytatódik.
New Yorkban mindannyian a saját életüket élik, és megpróbálják megtalálni a szerelmet. Egy nap véletlenül találkoznak egy könyvesboltban, és hosszú időt töltenek együtt az életről filozofálva.
A következő években időről időre, egyre gyakrabban találkoznak. Olyan barátság alakul ki közöttük, amely ellentmond Harry filozófiájának, miszerint férfiak és nők nem lehetnek barátok. A történetet néhány percenként régi szerelmespárok dialógusai vágják meg, akik megismerték a szerelmet, és azt, hogyan szerettek egymásba, valami terápiához hasonlóan. Annak ellenére, hogy érzik, mindketten szerelmesek egymásba, meggyőződésük, filozófiájuk és hozzáállásuk miatt elutasítják egymást.
Az utolsó jelenetekben Harry szerelmi vallomására a romantikus filmek egyik legsikeresebb jelenetében kerül sor. Végül kiderül, hogy a terápiában is ők az egyik pár, akik hosszú, 12 év és három hónapig tartó szerelmük történetét mesélik el, mielőtt összeházasodnak.

## Szereplők
| Színész           | Szerep         | Magyar hang        | Magyar hang        |
| Színész           | Szerep         | 1. szinkron (1991) | 2. szinkron (2015) |
| ----------------- | -------------- | ------------------ | ------------------ |
| Billy Crystal     | Harry Burns    | Rudolf Péter       | Makranczi Zalán    |
| Meg Ryan          | Sally Albright | Tóth Enikő         | Szinetár Dóra      |
| Carrie Fisher     | Marie          | Földessy Margit    | Ábel Anita         |
| Bruno Kirby       | Jess           | Szombathy Gyula    | Takátsy Péter      |
| Michelle Nicastro | Amanda Reese   | Simorjay Emese     | Lipcsey Bori       |
| Steven Ford       | Joe            | Kautzky Armand     | Karácsonyi Zoltán  |
| Lisa Jane Persky  | Alice          | Détár Enikő        | Czifra Krisztina   |

## Fordítás
- Ez a szócikk részben vagy egészben  a   When Harry Met Sally... című spanyol Wikipédia-szócikk fordításán alapul.  Az eredeti cikk szerkesztőit annak laptörténete sorolja fel. Ez a jelzés csupán a megfogalmazás eredetét és a szerzői jogokat jelzi, nem szolgál a cikkben szereplő információk forrásmegjelöléseként.